# Pulchrana glandulosa
Pulchrana glandulosa es una especie de anfibio anuro de la familia Ranidae.

## Distribución geográfica
Esta especie se encuentra hasta 700 m sobre el nivel del mar:
- en el sur de Vietnam;
- en el sur de Tailandia;
- en Malasia peninsular y oriental;
- en Singapur;
- en Brunéi;
- en Indonesia en Sumatra, Kalimantan y las islas Natuna.[3]

## Publicación original
- Boulenger, 1882 : Catalogue of the Batrachia Salientia s. Ecaudata in the collection of the British Museum, ed. 2, p. 1-503[4]